# Bekasi
Bekasi es una ciudad de Indonesia, en la isla de Java, situada al este de Yakarta, en la región de Jabotabek, en la provincia de Java Occidental. La ciudad tiene una población próxima a los 2.663.011 de habitantes en 2014, y es una ciudad dormitorio de Yakarta, aunque tiene su propia industria y comercio, principalmente la industria de transformación que se encuentra en Karawang.

## Administración
Bekasi se divide en 12 subdistritos: Bekasi Oeste, Bekasi Este, Bekasi Sur, Bekasi Norte, Medan Satria, Rawalumbu, Bantar Gebang, Pondok Gede, Jatisampurna, Jatiasih, Pondok Melati y Mustika Jaya.
Bekasi es una regencia de Java Occidental. La capital es Cikarang, 20 kilómetros al este de la ciudad de Bekasi.